# Waldbrände in Südkalifornien 2007

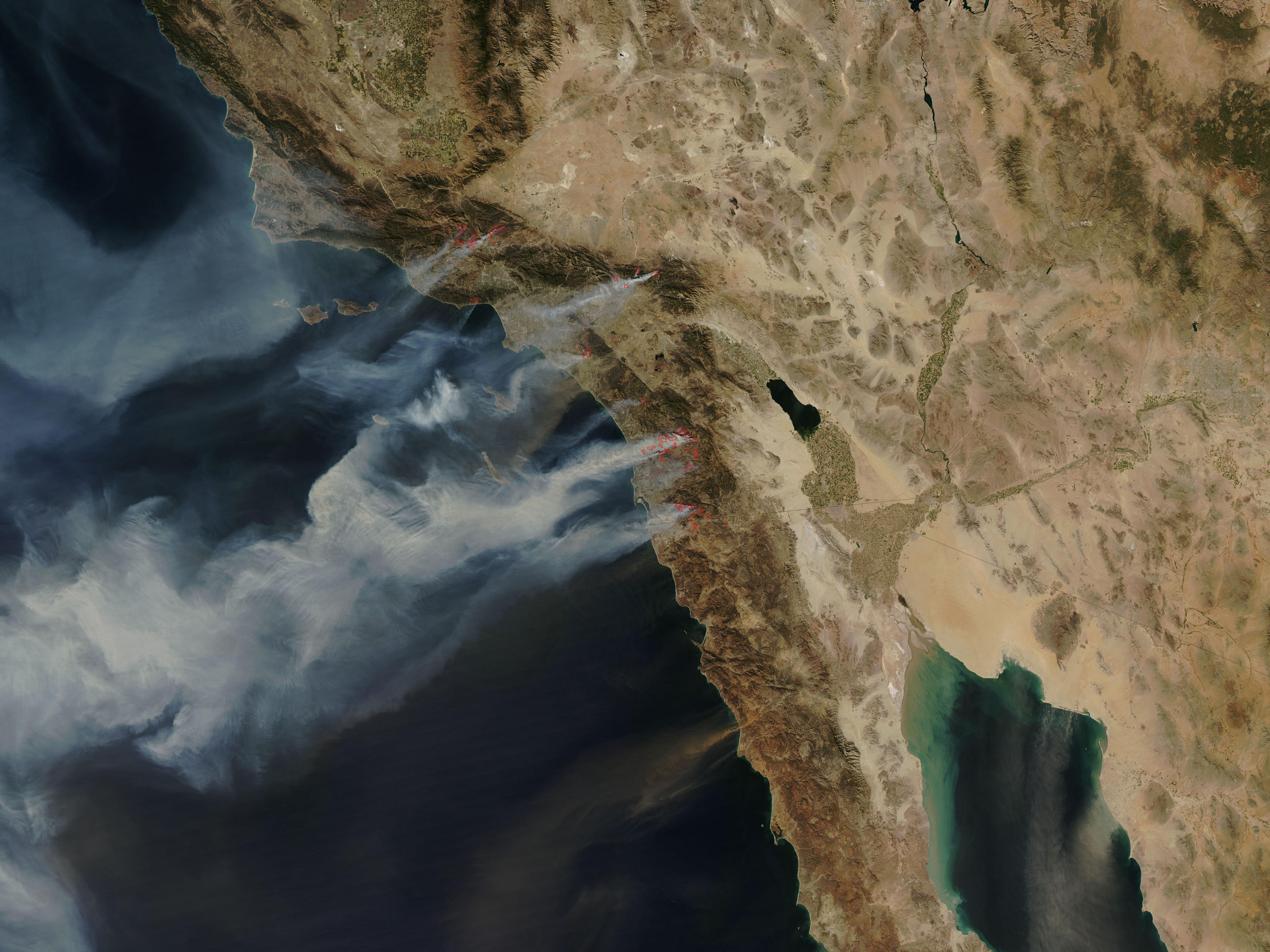
Satellitenaufnahme des Brandes vom 22. Oktober 2007

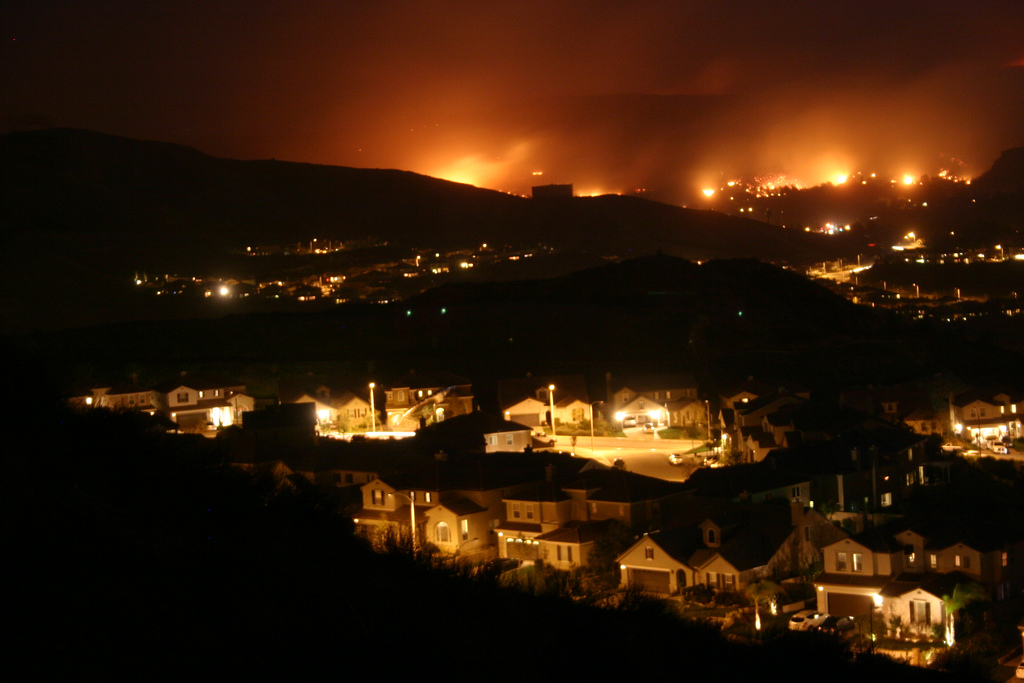
Waldbrand in Santa Clarita, Kalifornien, Oktober 2007

Die Waldbrände in Südkalifornien 2007 waren eine Serie von achtzehn Waldbränden in Südkalifornien, die am 20. Oktober bei Malibu im US-Bundesstaat Kalifornien ihren Anfang nahm und 19 Tage andauerte. Insgesamt sind 2800 km² Fläche verbrannt, mehr als 1500 Häuser und zehn Personen wurden Opfer der Flammen, mehr als siebzig Personen wurden verletzt. Die Sachschadenshöhe betrug mehr als eine Milliarde US-Dollar. Im Verlauf entstanden zahlreiche Brandherde.
Die Gründe für den Ausbruch der Brände sind unterschiedliche. Manche der Feuer entstanden durch menschlichen Einfluss. Einige der Feuer wurden durch Elektrizitätsleitungen ausgelöst, die den Belastungen durch die starken Winde nicht standhielten, und mindestens ein Feuer wurde gelegt. Ein Feuer wurde durch einen umgestürzten Sattelzug entzündet, und in einem weiteren Fall wurde durch die Staatspolizei ein der Brandstiftung Verdächtigter vor Ort erschossen.
Nach Behördenangaben wurden etwa 900.000 Personen durch das Feuer zum Verlassen ihrer Wohnungen gezwungen. Die Evakuierungen waren die umfangreichsten in der Geschichte Kaliforniens.
Gründe für die rasche Ausbreitung der Waldbrände war eine lang anhaltende Dürreperiode in Südkalifornien, das warme Wetter und außerordentlich starke Santa-Ana-Winde, die in Böen bis zu 140 km/h erreichten. Betroffen waren sieben Countys, die sich von der mexikanischen Grenze bis nördlich von Los Angeles erstrecken. Über die Countys San Diego, Los Angeles, Ventura, Orange, San Bernardino, Santa Barbara und Riverside verhängte der Gouverneur Kaliforniens, Arnold Schwarzenegger den Ausnahmezustand, und der amerikanische Präsident George W. Bush erklärte Kalifornien zum Katastrophengebiet, wodurch Bundeshilfen freigegeben wurden und durch die Federal Emergency Management Agency die Koordination der Hilfsmaßnahmen übernommen wurde. Auf dem Höhepunkt der Waldbrände waren über 6000 Feuerwehrleute im Einsatz, die durch Einheiten der Streitkräfte der Vereinigten Staaten und der Nationalgarde der Vereinigten Staaten unterstützt werden.

## Einzelfeuer
Insgesamt wurden bis zum Sonntag, dem 28. Oktober, mehr als 2800 km2 ein Raub der Flammen, das sind fast zwei Prozent der Gesamtfläche Kaliforniens. Der Sachschaden betrug allein im San Diego County mehr als eine Milliarde US-Dollar.

### San Diego County

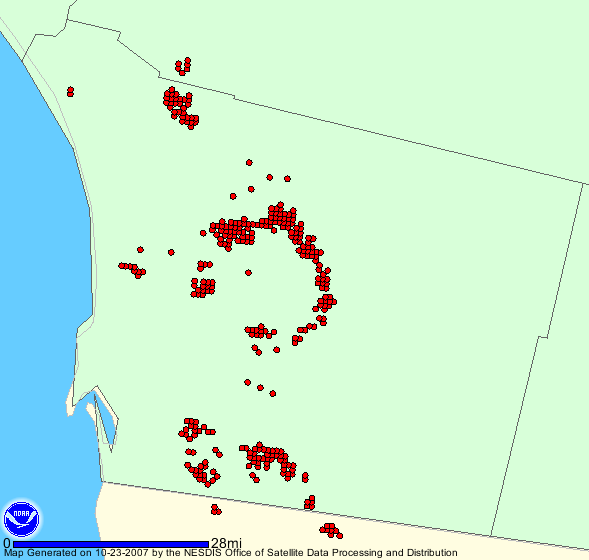
Aktive Waldbrände nach NOAA (Angaben vom 23. Oktober 2007)

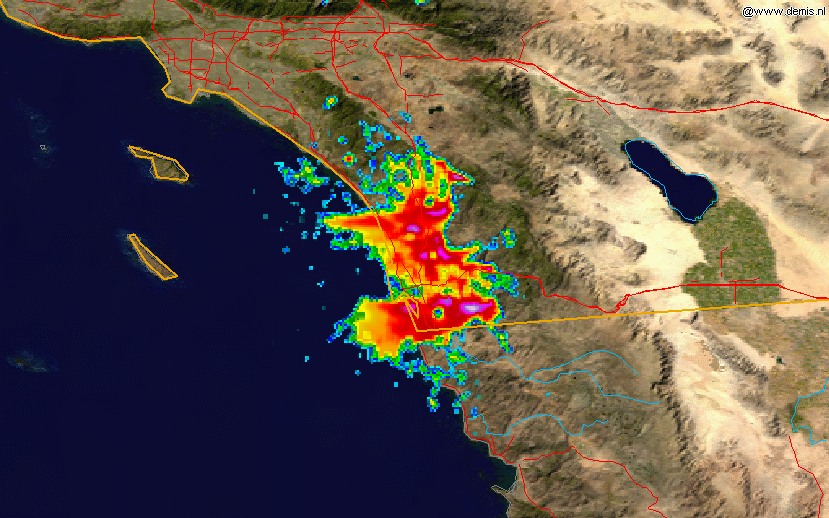
Verbreitung der Feuer am 23. Oktober 2007. (Dopplerradardarstellung)

Im San Diego County brannten die beiden größten Einzelfeuer. Das größte, das Witch-Creek-Feuer verbrannte eine große Fläche nördlich und nordöstlich von San Diego. Das zweitgrößte, das Harris-Feuer betraf ein Gebiet nordwestlich der mexikanischen Grenze bei San Diego. Die Behörden befürchteten, dass die Brände die Schäden des Cedar Fire des Jahres 2003 übertreffen würden. durch das seinerzeit 1134 km2 Land und 2820 Gebäude abbrannten und 15 Personen getötet worden waren, bevor es am 3. November 2003 eingedämmt wurde. Zu dem Zeitpunkt handelte es sich dabei um das größte Feuer in der aufgezeichneten Geschichte Kaliforniens.
Die Bewohner unterlagen, abhängig von der vorausgesagten Ausbreitung der Feuer, teilweise einer verbindlichen und teilweise einer freiwilligen Evakuierung. Die Anwohner wurden teilweise durch Lautsprecherwagen und teilweise durch automatisierte Telefonanrufe informiert.
Nach zwei Tagen Dauer der Waldbrände war für etwa eine halbe Million Menschen in mindestens 346.000 Häusern eine obligatorische Evakuierung angeordnet, was somit eine der größten Evakuierungen in der Geschichte der Region war. Die Menschen wurden unter anderem im Qualcomm Stadium gesammelt, aber auch in vielen Schulen, Behördeneinrichtungen und Kirchen in der Region. Die Notunterkünfte wurden durch das Amerikanische Rote Kreuz betrieben.
Die meisten öffentlichen Schulen und Universitäten im Raum San Diego waren geschlossen, viele Wirtschaftsbetriebe ebenfalls. Um sicherzustellen, dass die Straßen für Einsatzfahrzeuge frei blieben, forderte der Bürgermeister von San Diego, Jerry Sanders, die Einwohner auf, zu Hause und innerhalb der Häuser zu bleiben.
Am 23. Oktober wurden einige Evakuierungen wieder aufgehoben, was etwa 50.000 Bewohnern von Del Mar, Chula Vista, und Poway sowie zweier Stadtteile San Diegos die Rückkehr in ihre Häuser ermöglichte.
Mehrere Hauptstraßen waren wegen des Feuers und der Rauchentwicklung nicht befahrbar. Am 22. Oktober wurde die Interstate 15 zwischen den Kreuzungen mit der California State Route 78 und der California State Route 56 gesperrt. Am 24. Oktober erzwang das Horno-Feuer die Sperrung der Interstate 5 und die Einstellung der Amtrak-Verbindungen zwischen Oceanside und San Clemente. Der Verkehr wurde von der Interstate 5 auf die inzwischen wieder offene Interstate 15 umgeleitet.
Die vier großen Feuer im San Diego County verbrannten vom 21. Oktober an nahezu 1200 km2 und zerstörten oder beschädigten mehr als 1350 Wohnhäuser und 100 Gewerbebetriebe.
| Bezeichnung                                                        | Zeit des Ausbruches    | Verbrannte Fläche | Zerstörte Bauwerke                                                                                   | Verletzte                              | Eindämmung           |
| ------------------------------------------------------------------ | ---------------------- | ----------------- | --- | -------------------------------------- | -------------------- |
| Witch Creek                                                        | 21. Oktober, 11:00 Uhr | 801 km2           | 1040 Wohnhäuser 414 Nebengebäude 239 Fahrzeuge 70 beschädigte Wohnhäuser 25 beschädigte Nebengebäude | 2 Tote 39 Feuerwehrleute 2 Zivilisten  | 100 %                |
| Harris                                                             | 21. Oktober, 9:30 Uhr  | 366 km2           | 206 Wohnhäuser 252 Nebengebäude 253 beschädigte Bauwerke                                             | 5 Tote 34 Feuerwehrleute 21 Zivilisten | 100 %                |
| Poomacha                                                           | 23. Oktober, 3:13 Uhr  | 203 km2           | 143 Wohnhäuser 77 Nebengebäude                                                                       | 21 Feuerwehrleute                      | 100 %                |
| Horno/Ammo                                                         | 24. Oktober            | 85,3 km2          | | 6 Feuerwehrleute                       | 100 %                |
| Rice                                                               | 22. Oktober, 4:16 Uhr  | 36,4 km2          | 206 Wohnhäuser 2 kommerzielle Bauten 40 Nebengebäude                                                 | 5 Feuerwehrleute                       | 100 %                |
| McCoy                                                              | 21. Oktober            | 1,21 km2          | 1 Wohnhaus 1 Nebengebäude                                                                            |                                        | 100 %                |
| Coronado Hills                                                     | 22. Oktober, 1:50 Uhr  | 1,01 km2          | 2 Nebengebäude                                                                                       |                                        | 100 % am 22. Oktober |
| Wilcox                                                             | 23. Oktober            | 0,4 km2           | |                                        | 100 %                |
| Datenquelle: California Department of Forestry and Fire Protection |                        |                   | |                                        |                      |

#### Witch-Creek-Feuer

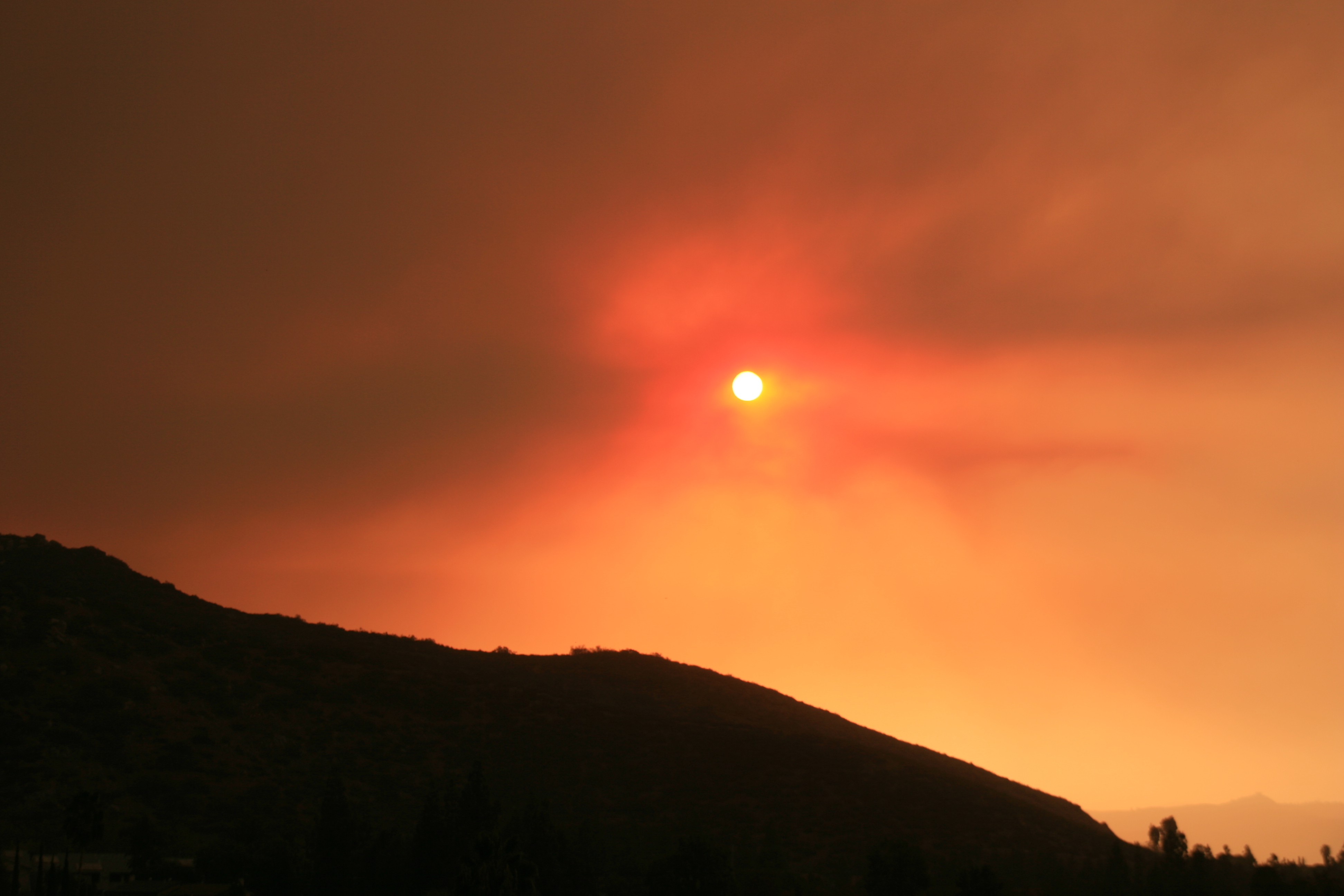
Vom Rauch erfüllter Sonnenaufgang (22. Oktober)

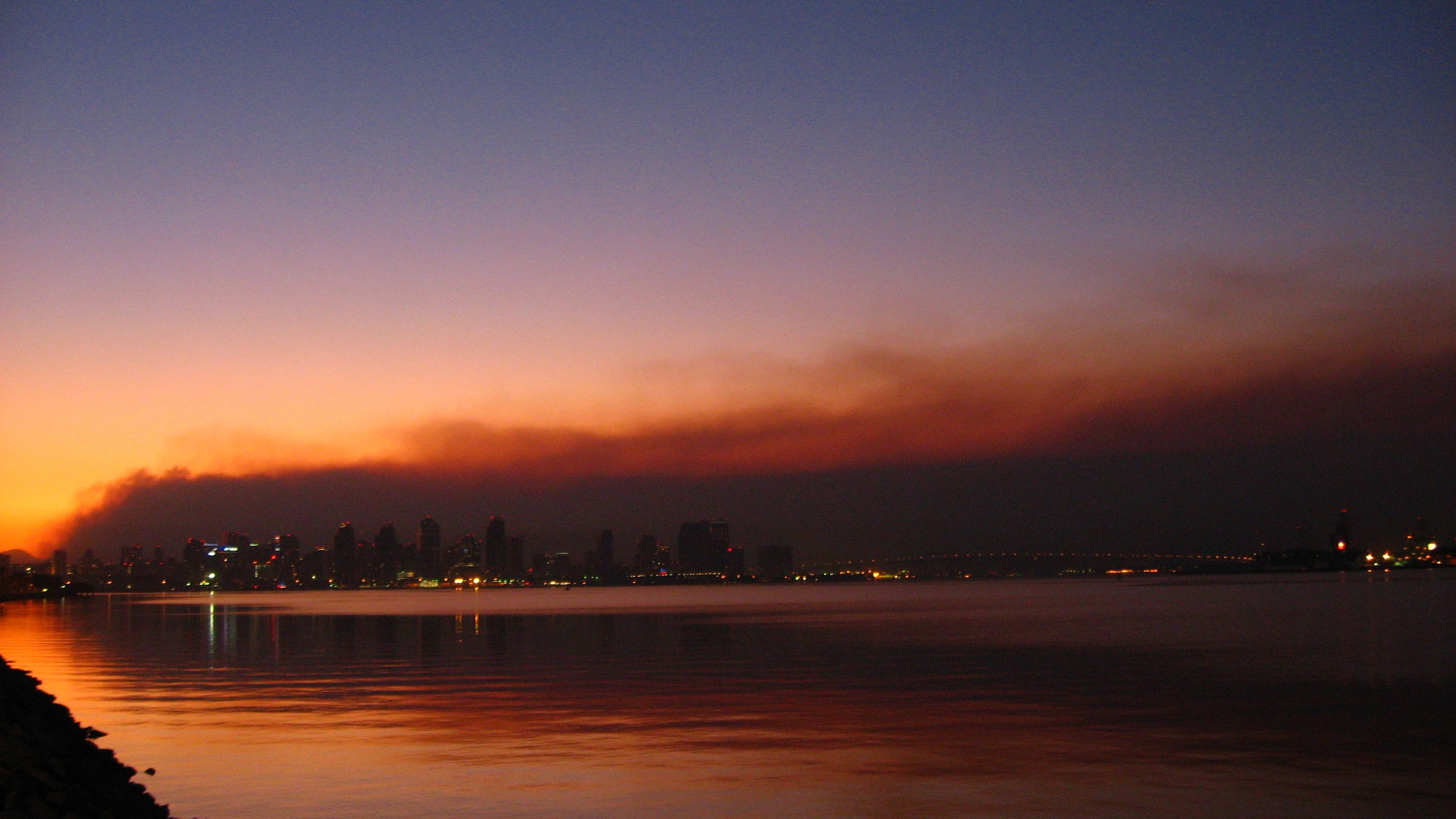
Die von Rauch erfüllte Skyline von San Diego bei Sonnenaufgang (23. Oktober)

Das Witch-Creek-Feuer war der größte Einzelwaldbrand in Südkalifornien im Oktober 2007 und verursachte die Evakuierung von Hunderttausenden, fast auf den Tag genau vier Jahre nach dem Cedar Fire.
Das Feuer hatte seinen Ursprung im Witch Creek Canyon bei Santa Ysabel und breitete sich rasch bis nach Ramona, Rancho Bernardo, Poway und Escondido aus. Aus der Umgebung des San Pasqual Valley wurden Windspitzen von mehr als 160 km/h gemeldet. Von dort sprang das Feuer über den Interstate 15 und setzte sich nach Westen fort, wo es wesentliche Schäden in Lake Hodges, 4S Ranch, Del Dios und Rancho Santa Fe verursachte.
Starke Santa-Ana-Winde trieben das Feuer in westlicher Richtung auf die Küste zu. Der Sheriff des San Diego Countys befürchtete, dass das Feuer folgenschwerer sein werde, als der Brand des Jahres 2003. Zwar wurden viele Gemeinden an der Küste evakuiert, doch drehende Winde hielten das Feuer davon ab, diese Gebiete direkt zu gefährden.
Alle Einwohner südlich des Del Dios Highway, nördlich der California State Route 56, westlich des Interstate 15 und östlich des Interstate 5 wurden angewiesen, das Gebiet zu verlassen. Am Abend des 22. Oktober empfahl die Stadtverwaltung von Del Mar allen Einwohnern die Evakuierung. Die Evakuierung wurde auch für Scripps Ranch angeordnet und auch die Mesa Grande Indian Reservation wurde wegen des Witch-Feuers evakuiert. Den Einwohnern des Indianerreservats Barona wurde ebenfalls empfohlen, das Gebiet zu verlassen. Etwa um 1:00 Uhr am 23. Oktober brach in der Nähe von Wildcat Canyon südlich des Reservates ein Feuer aus. Dort wurden 2003 während des Cedar-Feuers viele Häuser zerstört und mehrere Menschen getötet. Die Einwohner von Wildcat Canyon und Muth Valley wurden zum Verlassen ihrer Häuser aufgefordert, und die Zufahrtsstraße wurde geschlossen. Um 21:50 Uhr wurde auch die Evakuierung von Julian angeordnet. Die Stromversorgung und das Telefonnetz waren innerhalb des Ortes wegen des Brandes außer Betrieb.

#### Harris-Feuer

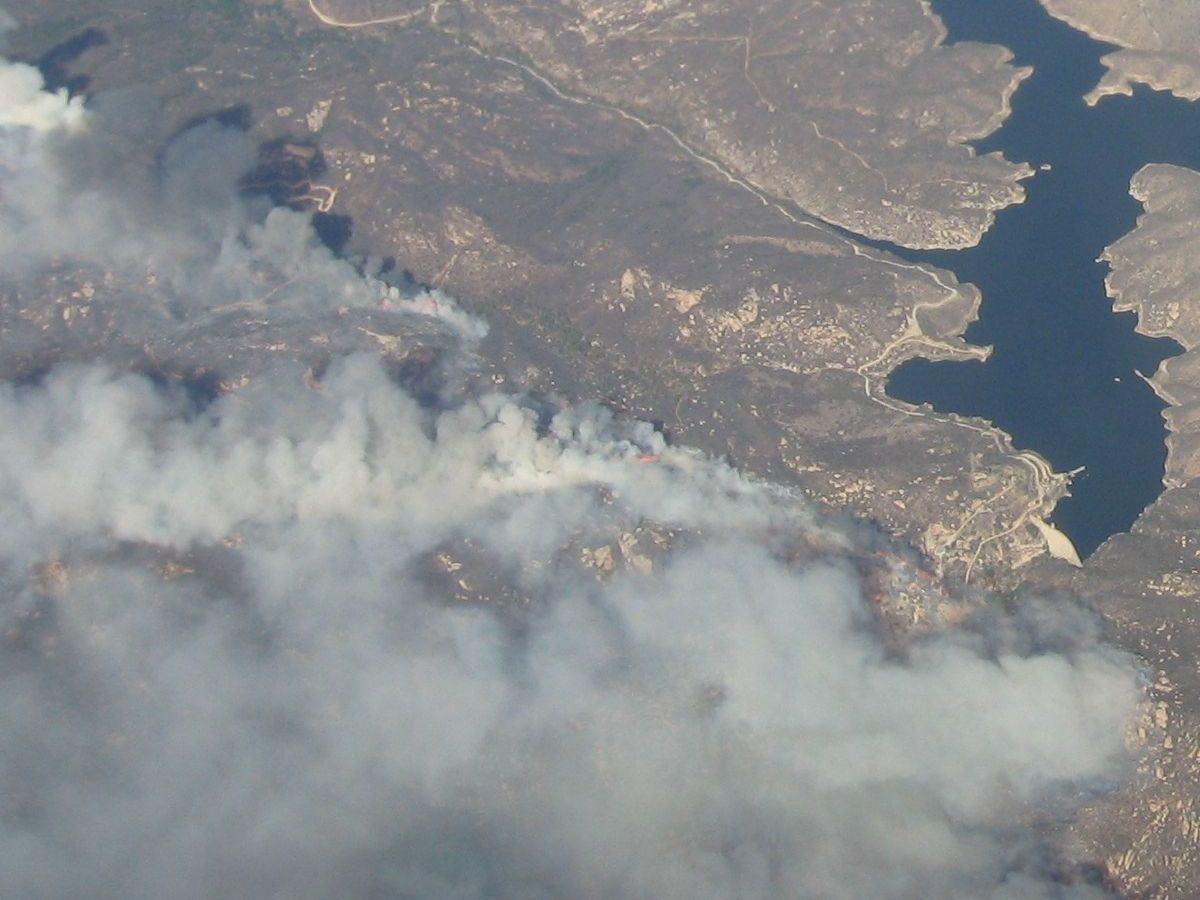
Luftaufnahme des Harris-Feuers vom 23. Oktober (12:05 Uhr Ortszeit)

Von seinem Entstehungspunkt an der Harris Ranch Road bei Potrero entwickelte sich das Harris-Feuer in nordwestlicher Richtung. Am 23. Oktober erreichte das Feuer den östlichen Bereich von Chula Vista. Eine Reihe von Gemeinden wurde evakuiert und die Evakuierten wurden in einer nahegelegenen High School untergebracht. Ein 52 Jahre alter Mann wurde in Potrero auf seinem Grundstück getötet und vier Arbeitsmigranten fielen dem Feuer in der Nähe der mexikanischen Grenze zum Opfer. Mehr als 1200 Feuerwehrleute waren an der Bekämpfung dieses Feuers beteiligt.
Durch das Harris-Feuer wurde auch der Norden Mexikos in der Nähe der Stadt Tecate in Mitleidenschaft gezogen, siehe Baja California.

#### Andere Brände

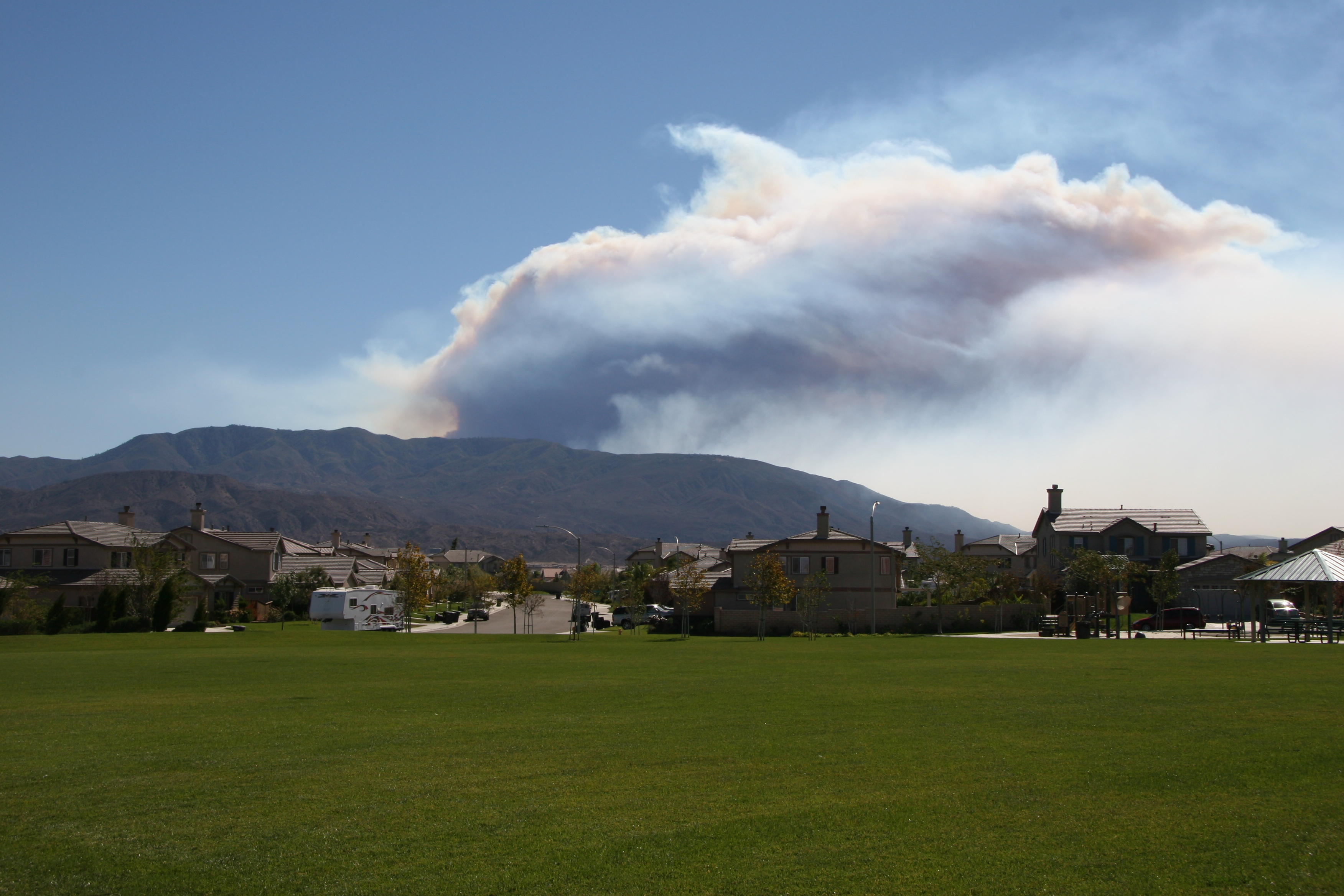
Das Feuer am Palomar Mountain (Aufnahme von Temecula aus mit Blick nach Süden)

- Das Ammo-Feuer brannte in der Nähe von Las Pulgas und der Basilone Road.[35][23]

- Das Wilcox-Feuer begann bei Santa Margarita hinter dem Marine Corps Air Station Camp Pendleton.[35][36]

- Das Horno-Feuer verbrannte eine Fläche von 85 km2 in der Nähe der Kreuzungen der Basilone Road mit der Canyon Road bei Las Flores.[37][35][20][21][38]

- Das Poomacha- oder Mt.-Palomar-Feuer entwickelte sich im La Jolla Indianerreservat aus einem Gebäudebrand und griff dann zunächst auf Palomar Mountain über, wo es sich mit dem Witch-Feuer verband und dann auf die Agua Tibia Wilderness. Dieses war der letzte der im Oktober entstandenen südkalifornischen Waldbrände, der unter Kontrolle gebracht werden konnte. Erst am 9. November meldeten die Behörden die Eindämmung des Feuers.[37]

- Das Rice-Canyon-Feuer brach am frühen Morgen des 22. Oktobers im Rice Canyon in der Nähe von Fallbrook aus. Der Weg des Feuers war zunächst westwärts gerichtet, aber am 26. Oktober drehte sich der Wind und wurde anlandig.[23][39]

- Das Coronado-Hills-Feuer entstand bei San Marcos und brannte südlich der California State University, San Marcos.[23]

- Das El-Capitan-Feuer war ein kurzlebiger Brand, der die Vegetation in der Nähe des Wasserspeichers El Capitan nördlich von Alpine vernichtete, dann aber wegen des Mangels an brennbarem Material von selbst ausging.[40]

- Das McCoy-Feuer hatte seinen Brandherd in der Nähe des Stützpunktes der Forstverwaltung am Cuyamaca Mountain. Es vernichtete ein Bauwerk in Pine Hills; eine Fläche von 1,6 km2 war von diesem Feuer betroffen.[41]

### Los Angeles County und Ventura County
| Bezeichnung                                                        | Zeit des Ausbruches      | Verbrannte Fläche | Zerstörte Bauwerke    | Verletzte                    | Eindämmung |
| ------------------------------------------------------------------ | ------------------------ | ----------------- | --------------------- | ---------------------------- | ---------- |
| Ranch (Castaic / Piru)                                             | 20. Oktober um 21:42 Uhr | 236 km2           | 1 Haus 9 Nebengebäude |                              | 100 %      |
| Buckweed                                                           | 21. Oktober um 12:55 Uhr | 155 km2           | 63                    | 3 Zivilisten 1 Feuerwehrmann | 100 %      |
| Canyon                                                             | 21. Oktober um 4:50 Uhr  | 18,5 km2          | 22                    | 3                            | 100 %      |
| Magic                                                              | 22. Oktober um 14:17 Uhr | 11,4 km2          |                       |                              | 100 %      |
| Meadowridge                                                        | 23. Oktober um 12:30 Uhr | 0,162 km2         |                       |                              | 100 %      |
| Nightsky                                                           | 21. Oktober um 10:35 Uhr | 0,1 km2           |                       |                              | 100 %      |
| October                                                            | 22. Oktober um 10:40 Uhr | 0,1 km2           | 3 Wohntrailer         |                              | 100 %      |
| Datenquelle: California Department of Forestry and Fire Protection |                          |                   |                       |                              |            |

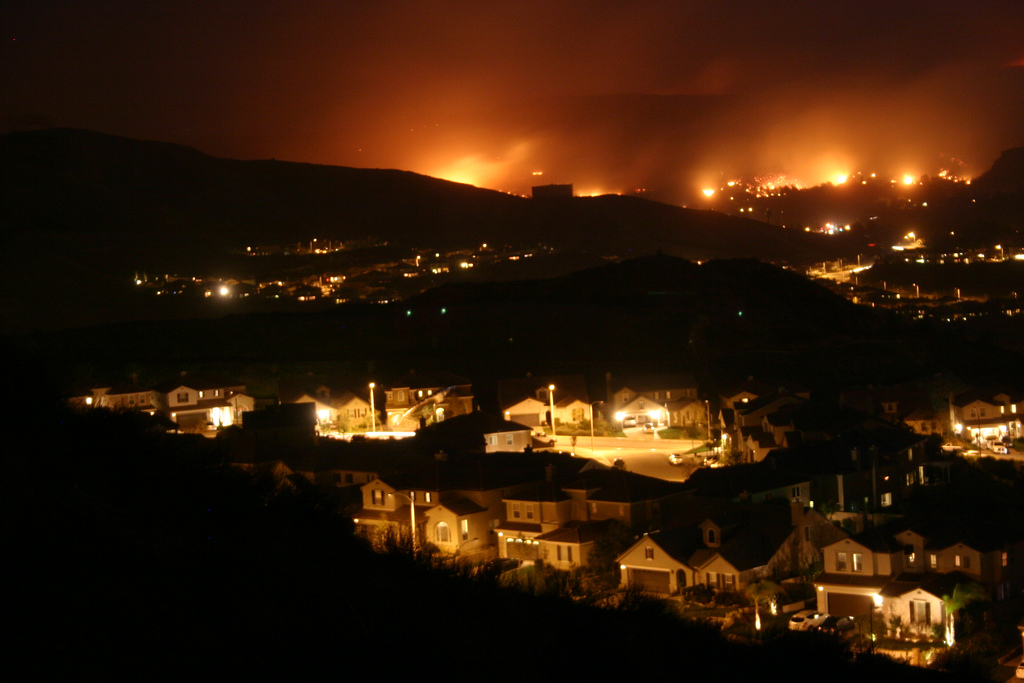
Santa Clarita in der Nacht vom 21. Oktober 2007

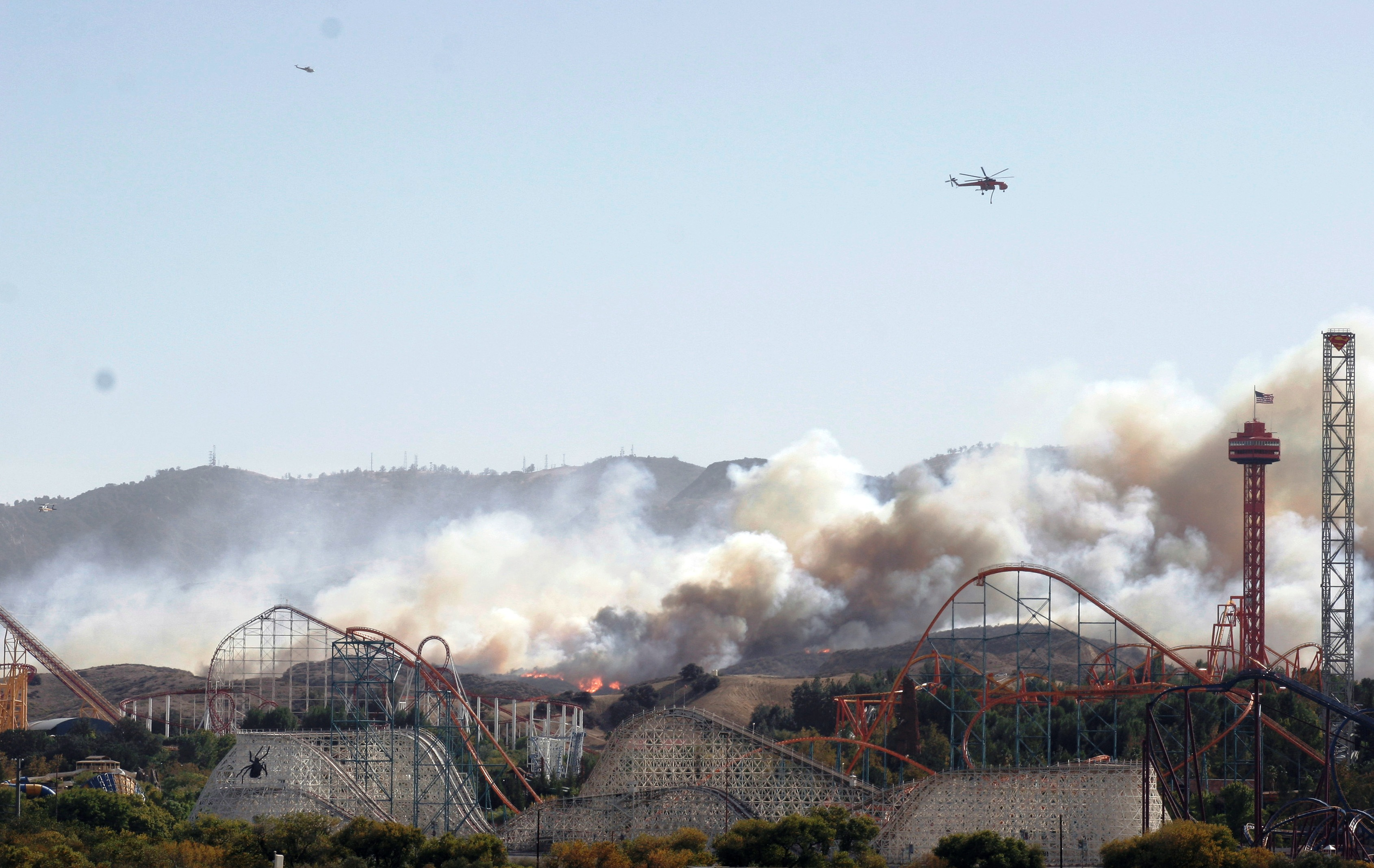
Das sog. Magic Fire am Vergnügungspark Magic Mountain am 22. Oktober 2007

- Das Buckweed-Feuer löste weitgehende Evakuierungen aus. Von diesem Brandherd nördlich von Santa Clarita waren Agua Dulce und Canyon Country betroffen.[43] Das Feuer war durch das Zündeln eines Kindes mit Streichhölzern ausgelöst worden.[44]

- Das Canyon-Feuer in der Umgebung von Malibu (Kalifornien), insbesondere im Malibu Canyon war der erste der südkalifornischen Waldbrände dieses Jahres, der landesweit ein deutliches Medieninteresse hervorrief.[45] das Feuer vernichtete auch zwei Sehenswürdigkeiten Malibus: Castle Kashan und das Kirchengebäude der Presbyterianer.

- Das Magic-Feuer hatte seinen Ursprung in der Nähe von The Old Road am Magic Mountain Parkway und entstand vermutlich durch Schweißarbeiten auf einer Baustelle. Die Flammen kamen bis auf ein paar Meter an die West Ranch High School und eine große Wohnanlage in Stevenson Ranch heran, konnten jedoch abgewehrt werden.[23]

- Das Meadowridge-Feuer nahm seinen Anfang in der Nähe der California State Route 14 zwischen Santa Clarita und San Fernando.[23]

- Das Nightsky-Feuer betraf ein kleines Gebiet südlich von Moorpark im Ventura County.[23]

- Das October-Feuer war ein räumlich eng begrenzter Brand in Santa Clarita, der einige Wohntrailer im Canyon Breeze Mobile Home Park vernichtete.[23]

- Das Ranch-Feuer (auch Castaic-Feuer genannt) brannte entlang der Grenze zwischen Los Angeles County und Ventura County,[23] innerhalb des Angeles National Forests und des Los Padres National Forests. Es umschloss die Gemeinde Piru[45][46] und bedrohte auch die Gemeinden Fillmore, Ventura und Ojai.[23]

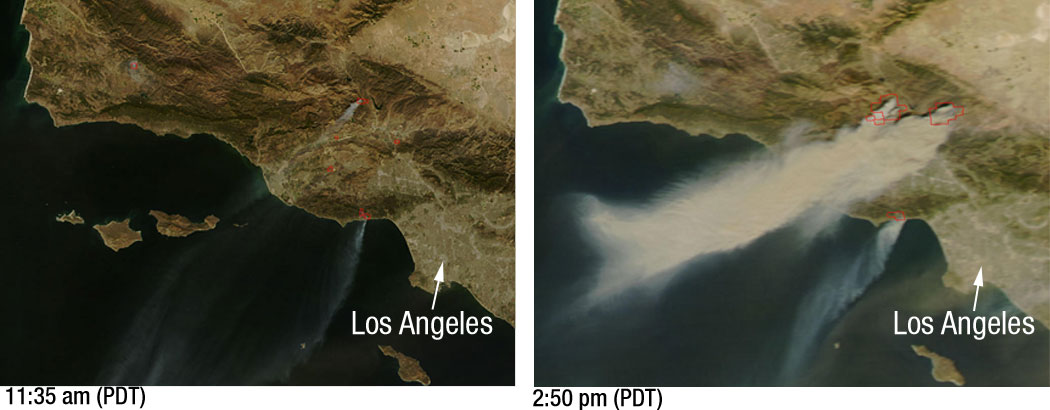
Die beiden Satellitenbilder vom 21. Oktober 2007 zeigen, wie schnell die Feuer sich ausbreiteten: die Aufnahme rechts wurde nur drei Stunden und 15 Minuten nach der linken Aufnahme angefertigt.

### Orange County

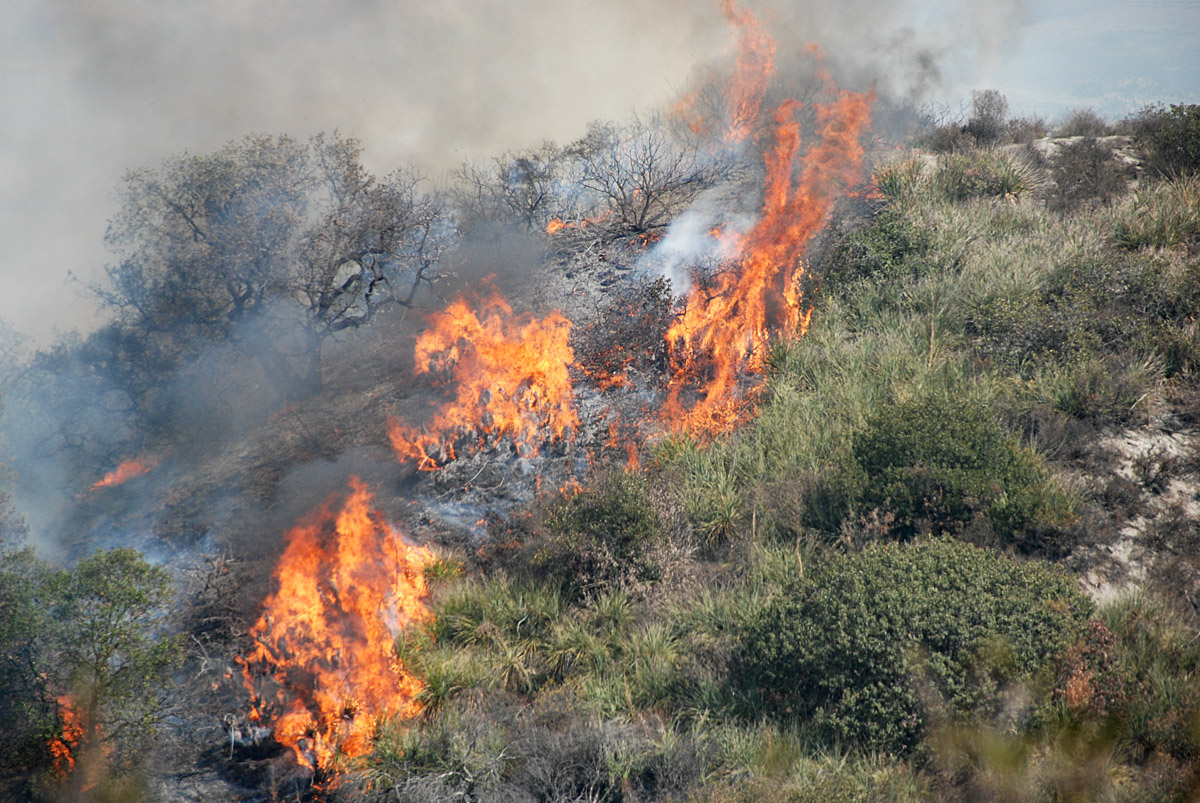
Ein Waldbrand auf einem Hügel im Orange County.

Das Santiago-Feuer brach am 21. Oktober kurz nach 17:55 Uhr Ortszeit in den Hügeln nördlich von Irvine und östlich der Stadt Orange im Orange County aus. Das Feuer entstand Berichten zufolge an zwei verschiedenen Punkten (entlang der Santiago Canyon Road, westlich der Silverado Canyon Road); Vertreter der Feuerwehr habe Brandstiftung als Grund des Brandes angegeben. Schulen und öffentliche Einrichtungen im gesamten Orange County wurden am Freitag, 26. Oktober, wegen des Rauches und der schlechten Luftqualität geschlossen. Am 27. Oktober wurde für Hinweise, die zur Ergreifung des oder der Brandstifter führen würde, eine Belohnung von 250.000 US-Dollar ausgesetzt. Fünfzehn Häuser und neun Nebengebäude wurden durch das Feuer vernichtet, acht Häuser und zwölf Nebengebäude wurden beschädigt, und acht Feuerwehrleute erlitten Verletzungen. Die verbrannte Fläche betrug 115 km2.

### San Bernardino County
| Bezeichnung                                                        | Zeit des Ausbruches      | Verbrannte Fläche | Zerstörte Bauwerke        | Verletzte        | Eindämmung     |
| ------------------------------------------------------------------ | ------------------------ | ----------------- | ------------------------- | ---------------- | -------------- |
| Slide (Running Springs)                                            | 22. Oktober um 8:02 Uhr  | 51,8 km2          | 201 Häuser 3 Nebengebäude |                  | 100 %          |
| Grass Valley                                                       | 22. Oktober um 5:08 Uhr  | 5,0 km2           | 174 Häuser 2 Nebengebäude |                  | 100 %          |
| Martin                                                             | 23. Oktober um 9:00 Uhr  | 0,5 km2           | 1 Haus beschädigt         | 1 Feuerwehrmann  | 100 %          |
| Walker                                                             | 23. Oktober              | 0,6 km2           |                           | 2 Feuerwehrleute | am 23. Oktober |
| Cajon (Devore & Glen Helen)                                        | 22. Oktober um 12:15 Uhr | 1,0 km2           |                           |                  | 100 %          |
| Little Mountain                                                    | 22. Oktober um 15:30 Uhr | 2,6 km2           |                           |                  | am 22. Oktober |
| Datenquelle: California Department of Forestry and Fire Protection |                          |                   |                           |                  |                |

- Das Cajon-Feuer (auch Devore- und Glen-Helen-Feuer genannt) erzwang die Sperrung der Interstate 15 im Cajon Pass. Das Feuer wurde durch einen in Brand geratenen umgestürzten Sattelzug ausgelöst.[3]

- Das Grass-Valley-Feuer befand sich an der Nordseite von Lake Arrowhead.[53]

- Das Little-Mountain-Feuer bedrohte Häuser und andere Bauwerke in der Nähe der California State University, San Bernardino, bevor es eingedämmt werden konnte.[24] Aufgrund der Auswirkungen der das Gebiet beeinflussenden Brände wurde die Universität vom 23. Oktober an für eine Woche geschlossen.[54]

- Das Martin-Feuer war ein Feuer an der Kreuzung von Martin Ranch Road und Meyers Road.

- Das Slide- oder Green-Valley-Lake-Feuer war ein Feuer in der Siedlung Green Valley Lake, östlich von Lake Arrowhead.[23] Durch das Feuer brannte ein Lager des lokalen Chapter der Boy Scouts of America teilweise nieder[55][56]

- Das Walker Fire brannte in der Nähe der Walker Avenue in der Molkerei von Ontario.

### Santa Barbara County
- Das Sedgewick-Feuer war der am nördlichsten gelegene der Waldbrände vom Oktober 2007 in Südkalifornien. Es entzündete sich am 21. Oktober gegen 6:00 Uhr morgens an einer herunterhängenden Elektrizitätsleitung, die unter den starken Santa-Ana-Winden zusammengebrochen war. Das Feuer verbrannte eine Fläche von 2,9 km2 in der Nähe von Los Olivos. Etwa 2000 Anwohner und 800 Häuser waren gefährdet, bevor das Feuer am 22. Oktober gegen 17:00 Uhr eingedämmt werden konnte.[57]

### Riverside County
- Das Roca-Feuer wurde am 21. Oktober gegen 15:52 Uhr gemeldet. Das Feuer in der Umgebung der SR-79 South und der SR-371 in Aguanga zerstörte ein Haus. Bis zur vollständigen Eindämmung am 22. Oktober verbrannte eine Fläche von 1,1 km2, und eine Person wurde verletzt.[23]

- Das Rosa-Feuer, bestehend aus drei zergliederten Feuerzungen in der Nähe der Rancho California Road im Westen von Temecula entstand am 22. Oktober vermutlich durch Brandstiftung. Es wurde bis zum 24. Oktober vollständig eingedämmt, nachdem 1,7 km2 Fläche verbrannt waren.[58]

- Das Wildomar-Feuer brach am 24. Oktober um etwa 12:30 Uhr im Buschland bei Wildomar zwischen dem Interstate 15 und dem Interstate 215 aus. Es verbrannten nur 0,1 km2 Fläche, da das Feuer noch am selben Tag gelöscht werden konnte.[59]

### Baja California
Auch in den nördlichen Teilen des mexikanischen Bundesstaates Baja California brannten Feuer. Das Harris-Feuer brannte am 22. Oktober in der Nähe von Tecate und auch in der Nähe von Tijuana brannten Feuer.
Durch die Waldbrände wurden im Bundesstaat Baja California mehr als 15.000 Hektar vernichtet, vor allem in den Gemeinden Tijuana, Tecate und Ensenada. Insgesamt gab es in Baja California sieben Einzelbrände, wobei der Ort Maneadero im Hochland von Ensenada am stärksten betroffen war.

## Wetterlage

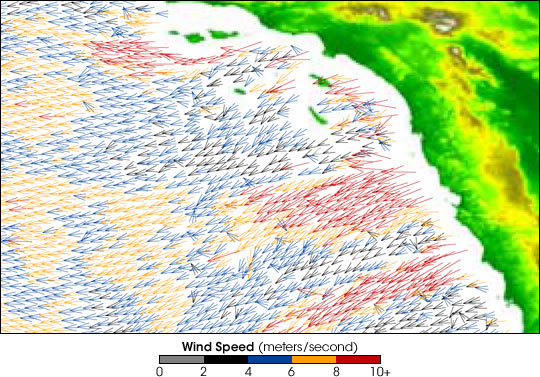
Geschwindigkeiten der Santa-Ana-Winde in m/s
(QuikSCAT-Abbildung aus dem Jahre 2002)

Die Waldbrände ereigneten sich am Ende eines trockenen Sommers und wurden durch die saisonal auftretenden Santa-Ana-Winde begünstigt. Windgeschwindigkeiten von bis zu 95 km/h und Lufttemperaturen von über 35 °C schufen ausgezeichnete Bedingungen für die Entstehung und Verbreitung der Waldbrände.

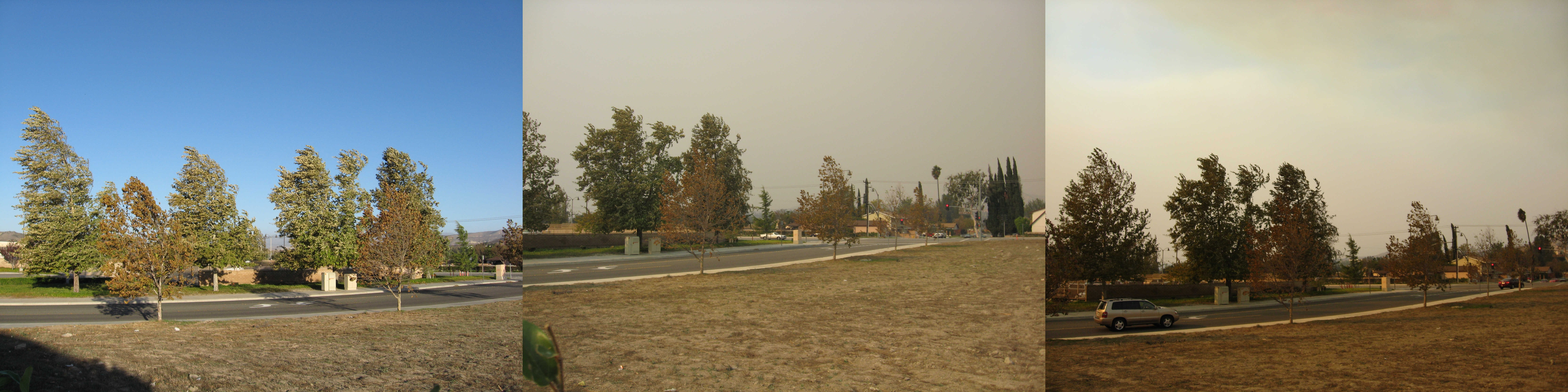
Bei Simi Valley am 21. (links und Mitte) und 22. Oktober 2007 (rechts) im Vergleich

Südkalifornien befand sich inmitten einer ungewöhnlichen Trockenperiode; in Los Angeles etwa waren von 2006 bis Ende Juni 2007 nur 82 mm Niederschlag gefallen. Es handelte sich dabei um das niederschlagsärmste Jahr in der Geschichte der Aufzeichnungen. Die Kombination von Wind, Hitze und Trockenheit verwandelte das Unterholz  in Brandbeschleuniger. Die Behörden glauben, dass einige der Feuer ihre eigenen Winde schufen, ähnlich zum Oaklandfeuersturm 1991. Die Auswirkungen der Rauches waren bis nach Brentwood (in der East Bay bei Stockton) zu spüren, wo sie das lokale Wetter beeinflussten.